# EDF Réseau distribution
Pour les articles homonymes, voir ERD.
EDF Réseau Distribution (ERD) est une ancienne division d'Électricité de France (EDF) mise en place entre 2006 et 2008.
En suivant les nouvelles directives européennes, EDF a été contraint de séparer distinctement, de façon juridique et comptable, ses activités de production et de commercialisation (fourniture) d'une part, et de transport et de distribution d'autre part.
Ainsi, les activités de gestion du réseau de distribution sont placées de façon transitoire, à la direction "EDF Réseau Distribution (ERD)". Même si cette activité est toujours gérée par EDF SA, elle dispose d'un management et d'une autonomie financière. À cet effet, les comptes d'EDF Réseau Distribution sont dissociés de ceux des autres directions du groupe (commerce, production...).
EDF Réseau Distribution gérait les activités stratégiques de la gestion du réseau (relations avec les collectivités locales, gestion des contrats de concession, relations avec les fournisseurs d'énergie...) tandis que les activités opérationnelles (gestion, dépannage, entretien du réseau...) étaient délégués à une autre direction : EDF Gaz de France Distribution. (dit "Opérateur Commun")
Le siège social d'EDF Réseau Distribution se situe Tour Winterthur à La Défense.
Le 1er janvier 2008, EDF Réseau Distribution est devenu ERDF (pour Électricité Réseau Distribution France), filiale indépendante du groupe EDF, consacrée à la gestion du réseau de distribution d'électricité en France métropolitaine. L'entreprise a été renommée Enedis le 31 mai 2016.